# Lijst van voetbalinterlands Ivoorkust - Namibië
Deze lijst van voetbalinterlands is een overzicht van alle officiële voetbalwedstrijden tussen de nationale teams van Ivoorkust en Namibië. De landen speelden tot op heden zes keer tegen elkaar. De eerste ontmoeting was een vriendschappelijke wedstrijd op 10 december 1994 in Windhoek. Het laatste duel, een groepswedstrijd tijdens de Afrika Cup 2019, werd gespeeld op 1 juli 2019 in Caïro (Egypte).

## Wedstrijden
| № | Plaats         | Datum            | Competitie                           | Wedstrijd           | Uitslag |
| - | -------------- | ---------------- | ------------------------------------ | ------------------- | ------- |
| 1 | Windhoek       | 10 december 1994 | Vriendschappelijk                    | Namibië − Ivoorkust | 2 − 1   |
| 2 | Bobo-Dioulasso | 8 februari 1998  | Afrika Cup 1998                      | Ivoorkust − Namibië | 4 − 3   |
| 3 | Pointe-Noire   | 24 januari 1999  | Afrika Cup 2000 kwalificatie         | Ivoorkust − Namibië | 3 − 0   |
| 4 | Windhoek       | 5 juni 1999      | Afrika Cup 2000 kwalificatie         | Namibië − Ivoorkust | 1 − 1   |
| 5 | Marrakesh      | 14 januari 2018  | African Championship of Nations 2018 | Ivoorkust − Namibië | 0 − 1   |
| 6 | Caïro          | 1 juli 2019      | Afrika Cup 2019                      | Namibië − Ivoorkust | 1 − 4   |

## Samenvatting
| Competitie                      | Totaal gespeeld | Winst Ivoorkust | Gelijk | Winst Namibië | Doelsaldo Ivoorkust – Namibië |
| ------------------------------- | --------------- | --------------- | ------ | ------------- | ----------------------------- |
| Afrika Cup                      | 2               | 2               | 0      | 0             | 8 − 4                         |
| Afrika Cup-kwalificatie         | 2               | 1               | 1      | 0             | 4 − 1                         |
| African Championship of Nations | 1               | 0               | 0      | 1             | 0 − 1                         |
| Vriendschappelijk               | 1               | 0               | 0      | 1             | 1 − 2                         |
| Totaal                          | 6               | 3               | 1      | 2             | 13 − 8                        |

FIF · A-internationals · Selecties · Bondscoaches · Statistieken · Ivoriaans vrouwenelftal · Ivoorkust U21 · Ivoorkust U20 · Ivoorkust U19 · Ivoorkust U18 · Ivoorkust U17
1960 – 1969 ·
1970 – 1979 ·
1980 – 1989 ·
1990 – 1999 ·
2000 – 2009 ·
2010 – 2019 ·
2020 − 2029
WK 2006 · 
WK 2010 · 
WK 2014
OS 2008 · 
OS 2020
1960 ·
1961 ·
1962 ·
1963 ·
1964 · 
1965 ·
1966 · 
1967 ·
1968 ·
1969 ·
1970 ·
1971 ·
1972 ·
1973 ·
1974 ·
1975 ·
1976 ·
1977 ·
1978 · 
1979 ·
1980 ·
1981 · 
1982 ·
1983 ·
1984 ·
1985 ·
1986 ·
1987 ·
1988 ·
1989 ·
1990 ·
1991 ·
1992 · 
1993 · 
1994 · 
1995 · 
1996 · 
1997 · 
1998 · 
1999 · 
2000 · 
2001 · 
2002 · 
2003 · 
2004 · 
2005 · 
2006 · 
2007 · 
2008 · 
2009 · 
2010 · 
2011 · 
2012 · 
2013 ·
2014 ·
2015 ·
2016 ·
2017 ·
2018 ·
2019 ·
2020 ·
2021 ·
2022 ·
2023 ·
2024
Algerije ·
Angola ·
Argentinië ·
België ·
Benin ·
Bosnië en Herzegovina ·
Botswana ·
Brazilië ·
Burkina Faso ·
Burundi ·
Centraal-Afrikaanse Republiek ·
Chili ·
Colombia ·
Comoren ·
Congo-Brazzaville ·
Congo-Kinshasa ·
Duitsland ·
Egypte ·
El Salvador ·
Engeland ·
Equatoriaal-Guinea ·
Ethiopië ·
Frankrijk ·
Gabon ·
Gambia ·
Ghana ·
Griekenland ·
Guinee ·
Guinee-Bissau ·
Hongarije ·
Israël ·
Italië ·
Japan ·
Jordanië ·
Kameroen ·
Kenia ·
Koeweit ·
Lesotho ·
Liberia ·
Libië ·
Madagaskar ·
Malawi ·
Mali ·
Marokko ·
Mauritanië ·
Mauritius ·
Mexico ·
Moldavië ·
Mozambique ·
Namibië ·
Nederland ·
Niger ·
Nigeria ·
Noord-Korea ·
Oeganda ·
Oostenrijk ·
Paraguay ·
Polen ·
Portugal ·
Qatar ·
Roemenië ·
Rusland ·
Rwanda ·
Senegal ·
Servië en Montenegro ·
Seychellen ·
Sierra Leone ·
Slovenië ·
Soedan ·
Spanje ·
Tanzania ·
Togo ·
Tsjaad ·
Tunesië ·
Turkije ·
Uruguay ·
Verenigde Staten ·
Zambia ·
Zimbabwe ·
Zuid-Afrika ·
Zuid-Korea ·
Zweden ·
Zwitserland
Argentinië (2006) · 
Colombia (2014) ·
Ghana (2015) ·
Griekenland (2014) · 
Japan (2014) ·  
Nederland (2006) · 
Noord-Korea (2010) · 
Servië en Montenegro (2006) ·
Zambia (2012)
NFA · 
Namibisch vrouwenelftal
1990 – 1999 ·
2000 – 2009 ·
2010 – 2019 ·
2020 − 2029
1990 · 
1991 · 
1992 · 
1993 · 
1994 · 
1995 · 
1996 · 
1997 · 
1998 · 
1999 · 
2000 · 
2001 · 
2002 · 
2003 · 
2004 · 
2005 · 
2006 · 
2007 · 
2008 · 
2009 · 
2010 · 
2011 · 
2012 · 
2013 · 
2014 ·
2015 ·
2016 ·
2017 ·
2018 ·
2019 ·
2020 ·
2021 ·
2022 ·
2023
Algerije ·
Angola ·
Benin ·
Botswana ·
Burkina Faso ·
Burundi ·
Comoren ·
Congo-Brazzaville ·
Congo-Kinshasa ·
Djibouti ·
Egypte ·
Equatoriaal-Guinea ·
Eritrea ·
Ethiopië ·
Gabon ·
Gambia ·
Ghana ·
Guinee ·
Guinee-Bissau ·
India ·
Ivoorkust ·
Kameroen ·
Kenia ·
Lesotho ·
Libanon ·
Liberia ·
Libië ·
Madagaskar ·
Malawi ·
Mali ·
Marokko ·
Mauritius ·
Mozambique ·
Niger ·
Nigeria ·
Oeganda ·
Rwanda ·
Saoedi-Arabië ·
Sao Tomé en Principe ·
Senegal ·
Seychellen ·
Swaziland ·
Tanzania ·
Togo ·
Tsjaad ·
Tunesië ·
Zambia ·
Zimbabwe ·
Zuid-Afrika